# Cal Gassol
Cal Gassol és un edifici del municipi de Cervià de les Garrigues (Garrigues) que forma part de l'Inventari del Patrimoni Arquitectònic de Catalunya.

## Descripció
És un edifici entre mitgeres de planta baixa i dues plantes superiors; és una casa força austera i regular, no té balcons, només petites finestres i a la planta baixa, un portal adovellat d'arc rebaixat, flanquejada per una gran finestra amb volta de canó. Les dues finestres de la planta noble estan muntades a base de grans carreus ben escairats i tenen motllures als empits.
Està feta a base de pedres irregulars després arrebossades; el conjunt està mal conservat. Resulta interessant el paviment de l'entrada, fet amb ciment de tres colors, dibuixa una composició geomètrica estelada. La planta baixa es destina a la sala de reunions, garatge i guarderia. La primera és habitació; i la segona cambra dels mals endreços. El soterrani era una sala de teatre que aprofitava el desnivell existent; avui és també un traster.

## Història
A la clau de l'arcada hi ha un escut datat l'any 1804 i la inscripció "GASSOL". Funciona com a rectoria i habitatge del capellà des de 1968 o 1971. Era una casa particular que després de la guerra fou donada a les monges carmelites descalces del Pare Palau. Funcionava com a convent i escola. La família Gassol era coneguda com cal Flores.